# Knooppunt Ranst
Het knooppunt Ranst is een Belgisch knooppunt tussen de A13/E313 en de A21/E34. De verkeerswisselaar ligt ten noorden van Ranst en ten zuiden van Oelegem. Het knooppunt is een voorbeeld van een onvolledig knooppunt: men kan enkel van de A13 komende van Antwerpen op de A21 richting Turnhout en omgekeerd. Geregeld ontstaan er verkeersopstoppingen ter hoogte van dit knooppunt, omdat het verkeer vanuit het oosten richting Antwerpen van 4 naar 3 rijstroken moet.
Het knooppunt werd in gebruik genomen in 1973, gelijktijdig met het vak Ranst - Zoersel van de A21/E34.
| Aansluitende wegen | Aansluitende wegen      | Aansluitende wegen | Aansluitende wegen | Aansluitende wegen            |
| ------------------ | ----------------------- | ------------------ | ------------------ | ----------------------------- |
|                    |                         |                    |                    | richting Eindhoven / Turnhout |
|                    |                         |                    |                    |                               |
| richting Antwerpen | richting Luik / Hasselt |                    |                    |                               |
|                    |                         |                    |                    |                               |
|                    |                         |                    |                    |                               |

## Grote Ring rond Antwerpen (R2)
Aan het knooppunt zijn ook grondwerken uitgevoerd voor een autosnelweg, die dienst zou doen als zuidelijke ringweg van Antwerpen. De weg zelf is echter nooit gebouwd geweest, op twee korte asfaltstroken aan het einde van de E34 richting Antwerpen na. Het tracé van de R2 is tevens wel gereserveerd in het originele gewestplan van 1976  maar ook in het (gedeeltelijk) gewijzigde gewestplan van 1998. 